# Capusa chionopleura
Capusa chionopleura är en fjärilsart som beskrevs av Turner 1926. Capusa chionopleura ingår i släktet Capusa och familjen mätare. Inga underarter finns listade i Catalogue of Life.